# 1994-es közgyűlési választások Győr-Moson-Sopron megyében
Az 1994-es megyei közgyűlési választásokat december 11-én bonyolították le, az általános önkormányzati választások részeként.
Győr-Moson-Sopron megyében a szavazásra jogosultak bő fele, több mint százezer polgár ment el szavazni. A szavazók tíz szervezet jelöltjei közül választhattak.
A három jobboldali párt (FKGP, KDNP, MDF) együttesen több mint harminchétezer szavazatot kapott, és ezzel tizenhat közgyűlési székhez jutottak. A szocialisták közel huszonnégyezer vokksal tíz helyet szereztek. Harmadik helyen a szabaddemoraták végeztek, őket a fiatal demokraták követték. Rajtuk kívül még a nyugdíjasok és a mozgáskorlátozottak megyei szervezete került be a megyeházára.
A közgyűlés elnökévé a hivatalban lévő Botos Gábort, az MDF kistelepülési listavezetőjét választották.

## A választás rendszere

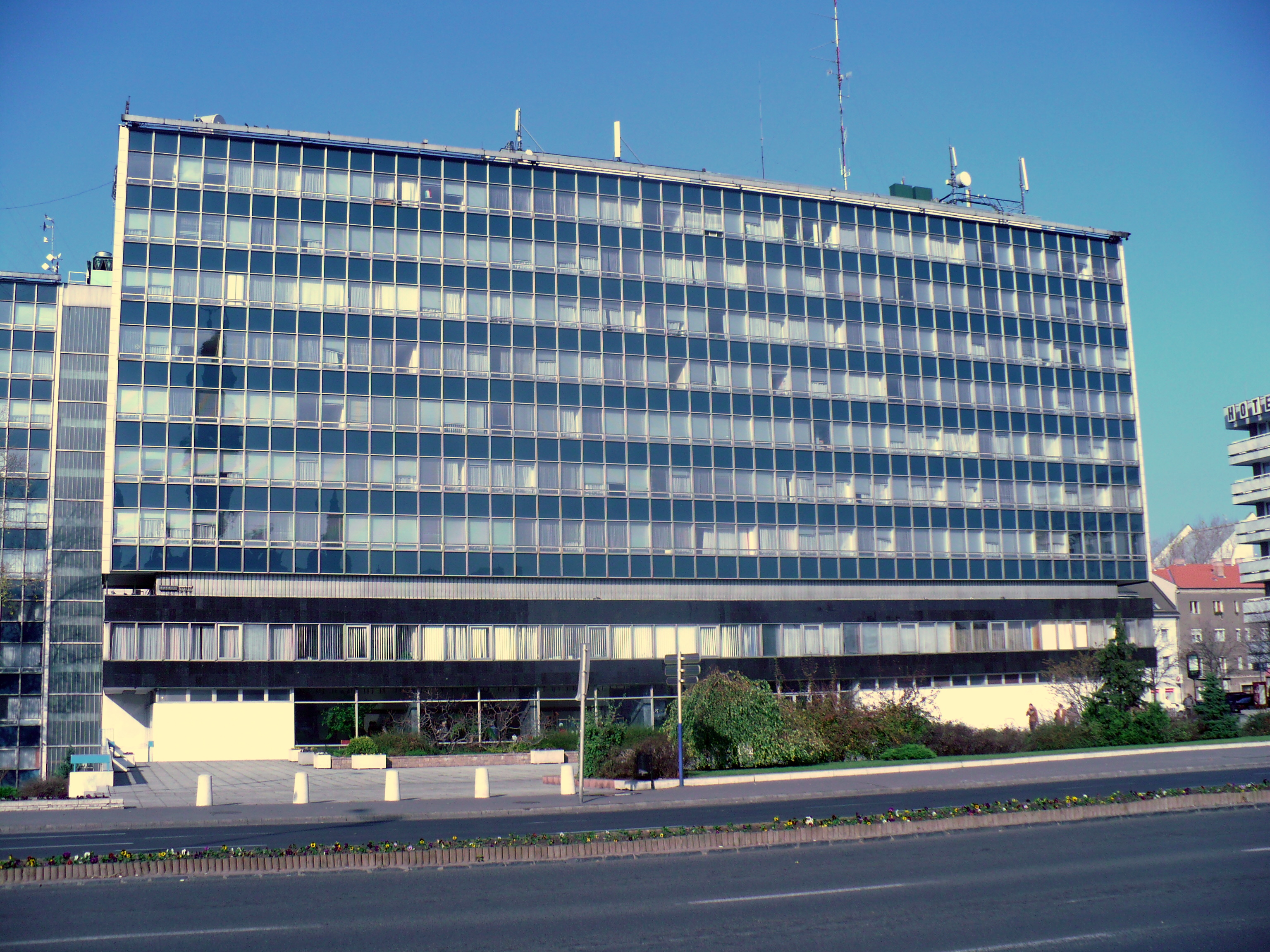
Megyeháza, Győr

A megyei közgyűlési választásokat az országosan megrendezett általános önkormányzati választások részeként tartották meg. A szavazók a településük polgármesterére és a helyi képviselőkre is ekkor adhatták le a szavazataikat.
1994 őszén az országgyűlés alapvetően megváltoztatta a megyei közgyűlésekre vonatkozó választási eljárást.
A közgyűlési választásokon a községek, nagyközségek és városok polgárai szavazhattak. A megyei jogú városban élők – mivel nem tartoztak a megye joghatósága alá – nem vettek részt a megyei közgyűlés megválasztásában.
A megye területét két választókerületre osztották, az egyikbe a legfeljebb 10 ezer lakóval bíró kistelepülések, a másikba az ennél népesebb középvárosok tartoztak. A választásokon pártok, társadalmi, ill. nemzetiség szervezetek állíthattak listákat. A szavazatokat a két választókerületben külön-külön számolták össze és osztották el arányosan az adott kerületben az érvényes szavazatok 4%-át elérő szervezetek között.

### Választókerületek
|                                  | Település | Lakó    | Választó- polgár | Megyei képviselő |
| -------------------------------- | --------- | ------- | ---------------- | ---------------- |
| Kistelepülések 10 ezer lakóig    | 168       | 197 744 | 150 373          | 32               |
| Középvárosok 10 ezer lakó fölött | 3         | 53 517  | 40 708           | 9                |
| Közgyűlési választókerületek     | 171       | 251 261 | 191 081          | 41               |
| Megyei jogú város Sopron, Győr   | 2         | 185 124 | (142 679)        | –                |
| Összesen                         | 173       | 436 385 | (333 760)        | 41               |

Győr-Moson-Sopron megyében a közgyűlés létszáma 41 fő volt. A kistelepülési választókerületben 32, a középvárosiban pedig 9 képviselőt választhattak meg. Sopron és Győr, mint megyei jogú városok nem tartoztak a megye joghatósága alá, s így polgáraik nem is szavazhattak a megye önkormányzatának összetételéről.
A közgyűlést a megye 168 községének és nagyközségének, illetve három városának polgárai választhatták meg. (1992-ben három község átcsatolásra került Veszprém megyéből, ezek mindegyike a kistelepülési választókerületbe sorolódott.)
A választásra jogosult polgárok száma 191 ezer volt. A polgárok bő negyede lakott 1300 fősnél kisebb községekben, és bő harmada élt háromezer fő fölötti településeken.
A legkevesebb választópolgár a megye délnyugati határán fekvő Csér (49) és a – megye közepén található Cakóháza (58) községekben élt, míg a legtöbb Mosonmagyaróvár (23 712) városában lakott.
Táp községben nem írták ki sem a polgármester-választást, sem a képviselő-választást, mivel nem jelentkezett elegendő jelölt. A megyei közgyűlési választást ettől függetlenül megtartották.
| A közgyűlési választók eloszlása településméret szerint | A közgyűlési választók eloszlása településméret szerint | A közgyűlési választók eloszlása településméret szerint | A közgyűlési választók eloszlása településméret szerint | A közgyűlési választók eloszlása településméret szerint | A közgyűlési választók eloszlása településméret szerint |
| Településméret (lakók száma)                            | Településméret (lakók száma)                            | Település                                               | Választójogosult                                        | Választójogosult                                        | Megjegyzés                                              |
| ------------------------------------------------------- | ------------------------------------------------------- | ------------------------------------------------------- | ------------------------------------------------------- | ------------------------------------------------------- | ------------------------------------------------------- |
|                                                         |                                                         |                                                         |                                                         |                                                         |                                                         |
| Kistelepülési választókerület                           |                                                         |                                                         |                                                         |                                                         |                                                         |
|                                                         | 1 – 600                                                 | 58                                                      | 16 243                                                  | 8,50%                                                   | legkisebb község: Csér, Cakóháza                        |
| 601 – 1 300                                             | 54                                                      | 38 811                                                  | 20,31%                                                  | Táp község helyi választása elmaradt                    |                                                         |
| 1 301 – 3 000                                           | 46                                                      | 66 461                                                  | 34,78%                                                  |                                                         |                                                         |
| 3 001 – 5 000                                           | 9                                                       | 24 292                                                  | 12,71%                                                  |                                                         |                                                         |
| 5 001 – 10 000                                          | 1                                                       | 4 566                                                   | 2,39%                                                   | Jánossomorja                                            |                                                         |
|                                                         |                                                         | 168                                                     | 150 373                                                 | 78,70%                                                  |                                                         |
|                                                         |                                                         |                                                         |                                                         |                                                         |                                                         |
| Középvárosi választókerület                             |                                                         |                                                         |                                                         |                                                         |                                                         |
|                                                         | 10 001 – 25 000                                         | 2                                                       | 16 996                                                  | 8,89%                                                   | Csorna, Kapuvár                                         |
| 25 000 fölött                                           | 1                                                       | 23 712                                                  | 12,41%                                                  | Mosonmagyaróvár                                         |                                                         |
|                                                         |                                                         | 3                                                       | 40 708                                                  | 21,30%                                                  |                                                         |
|                                                         |                                                         |                                                         |                                                         |                                                         |                                                         |
| Összesen                                                | Összesen                                                | 171                                                     | 191 081                                                 | 100%                                                    |                                                         |

## Előzmények

### 1991, az első közgyűlés
1990-ben a megyei közgyűléseket közvetett módon választották meg. A választás módjából fakadóan az eredmények párterőviszonyok kifejezésére nem voltak alkalmasak. A megye közgyűlése 50 fős volt és kétharmados támogatással lehetett elnököt választani.
Az önkormányzati rendszer átalakulását követően az első közgyűlés alakuló ülésére 1991. január 4-én került sor. Elnököt azonban ezen az ülésen nem tudtak választani. Az első szavazáskor még öt jelölt volt, majd a visszalépések során maradt kettő, végül már csak egy, de az se kapta meg a szükséges kétharmados támogatottságot. A második ülésre január 17-én került sor. Összesen tíz szavazási forduló lebonyolítása után ezen a napon is dolga végezetlenül fejezte be munkáját a közgyűlés. Az első körben még három jelölt volt, majd csak kettő, de a több órás eljárás során egyik sem kapta meg a kellő számú szavazatot. A harmadik ülés előtt egy jelölő bizottságot kértek föl, hogy a szükséges előkészítő munkát elvégezze. A bizottság végül négy jelöltet ajánlott a közgyűlés figyelmébe, de a négy közül ketten nem vállalták a jelöltséget. Így két jelölt közül kellett volna a képviselőknek választaniuk. Mivel a szükséges többség két forduló után sem született meg, hosszas szünetet tartottak. A szünet után az egyik jelölt bejelentette a visszalépését, s így az állva maradt jelölt, Botos Gábor már elnyerte a többség bizalmát. Az új elnök függetlenként jelöltte magát, korábban a mosonmagyaróvári tanács pénzügyi, műszaki, tervezési és munkaügyi vezetőjeként dolgozott. Alelnökké ugyanezen a napon – Szentkúti Károlyt választották meg, aki szintén mosonmagyaróvári kötődésű volt, a városi múzeum igazgatójaként tevékenykedett.

## Jelöltállítás
Tíz szervezet vett részt a jelöltállítási folyamatban. A kistelepülési választókerületben 10, a középvárosiban 8 listát állítottak, a jelöltek száma összesen 192 volt (146+46).
A listák többségét az országos pártok állították, és a jelöltek javarésze is az ő listáikon szerepelt. A hat országos párt mellett három társadalmi és egy nemzetiségi szervezet vett részt a jelöltállítási folyamatban.

### Listák
Lista állításához mind a két választókerületben külön-külön kellett ajánlásokat gyűjteni. Ezen a választáson a többes ajánlás volt érvényben, ami szerint egy választópolgár több listára is adhatott ajánlást. Az ajánlások gyűjtésére bő két hét állt rendelkezésre – november 6. és 21. között. Ez alatt az idő alatt a választókerületi polgárok 0,5%-ának ajánlását kellett megszerezni. A Győr-Moson-Sopron megyei kistelepülési választókerületben ez 752, a középvárosiban 204 ajánlást jelentett. Lehetőség volt önálló és közös listák állítására is. A közös listák esetében ugyanannyi ajánlásra volt szükség, mint az önállóak esetében. Arra is volt lehetőség, hogy egy szervezet csak az egyik választókerületben állítson listát, sőt arra is, hogy a két választókerületben más-más módon állítson listát.
Az országgyűlési pártok mindegyike állított listát mind a két választókerületben. Az KDNP, az MDF és az FKGP a középvárosi kerületben közösen, míg a kistelepülésiben külön-külön indultak a választáson. A többi párt mind a két kerületben önállóan állított listát.
| Kistelepülési választókerület         | Kistelepülési választókerület | Kistelepülési választókerület | Kistelepülési választókerület | Szervezet    | Szervezet                                                    | Szervezet    | Szervezet    | Középvárosi választókerület | Középvárosi választókerület | Középvárosi választókerület | Középvárosi választókerület |
| #.                                    | lista neve                    | típusa                        | jelöltek száma                |              | neve                                                         | jellege      | hatóköre     | #.                          | lista neve                  | típusa                      | jelöltek száma              |
| ------------------------------------- | ----------------------------- | ----------------------------- | ----------------------------- | ------------ | ------------------------------------------------------------ | ------------ | ------------ | --------------------------- | --------------------------- | --------------------------- | --------------------------- |
| társadalmi és nemzetiségi szervezetek |                               |                               |                               |              |                                                              |              |              |                             |                             |                             |                             |
| 5.                                    | Horvátok                      | önálló                        | 5                             |              | Magyarországi Gradistyei Horvátok Egyesülete                 | nemz.        | országos     |                             |                             |                             |                             |
| 4.                                    | Reflex                        | önálló                        | 5                             |              | Reflex Környezetvédő Egyesület                               | társ.        | megyei       |                             |                             |                             |                             |
| 3.                                    | Mozgáskorlátozottak           | önálló                        | 5                             |              | Mozgáskorlátozottak Egyesülete                               | társ.        | megyei       | 4.                          | Mozgáskorlátozottak         | önálló                      | 5                           |
| 9.                                    | Nyugdíjas Szöv.               | önálló                        | 8                             |              | Nyugdíjasok Győr-Moson-Sopron Megyei Érdekvédelmi Szövetsége | társ.        | megyei       | 2.                          | Nyugdíjas Szöv.             | önálló                      | 3                           |
| országos pártok                       |                               |                               |                               |              |                                                              |              |              |                             |                             |                             |                             |
| 6.                                    | Fidesz                        | önálló                        | 7                             |              | Fiatal Demokraták Szövetsége                                 | párt         | országos     | 5.                          | Fidesz                      | önálló                      | 6                           |
| 2.                                    | KDNP                          | önálló                        | 15                            |              | Kereszténydemokrata Néppárt                                  | párt         | országos     | 3.                          | KDNP-MDF-FKGP               | közös                       | 14                          |
| 8.                                    | MDF                           | önálló                        | 30                            |              | Magyar Demokrata Fórum                                       | párt         | országos     | 3.                          | KDNP-MDF-FKGP               | közös                       | 14                          |
| 1.                                    | FKGP                          | önálló                        | 13                            |              | Független Kisgazda-, Földmunkás- és Polgári Párt             | párt         | országos     | 3.                          | KDNP-MDF-FKGP               | közös                       | 14                          |
| 10.                                   | SZDSZ                         | önálló                        | 29                            |              | Szabad Demokraták Szövetsége                                 | párt         | országos     | 1.                          | SZDSZ                       | önálló                      | 9                           |
| 7.                                    | MSZP                          | önálló                        | 29                            |              | Magyar Szocialista Párt                                      | párt         | országos     | 6.                          | MSZP                        | önálló                      | 9                           |
| 10 lista                              | 10 lista                      | 10 lista                      | 146                           | 10 szervezet | 10 szervezet                                                 | 10 szervezet | 10 szervezet | 6 lista                     | 6 lista                     | 6 lista                     | 46                          |

### Jelöltek
| Kistelepülési választókerület | Lista | Lista               | Középvárosi választókerület |
| ----------------------------- | ----- | ------------------- | --------------------------- |
| Ágota Gábor                   |       | Fidesz              | Rigler Zoltán               |
| Pilsits Mária                 |       | Horvátok            |                             |
| Fülöp Géza                    |       | KDNP                | Vörös László                |
| Botos Gábor                   |       | MDF                 | Vörös László                |
| Horváth Lajos                 |       | FKGP                | Vörös László                |
| dr. Szabó József              |       | Mozgáskorlátozottak | Bánóczy Zoltán              |
| Ferenczi László               |       | MSZP                | Stipkovits Pál              |
| Jankovits György              |       | Nyugdíjas Szöv.     | Rédli József                |
| Kovács Károly                 |       | Reflex              |                             |
| dr. Kertész Zoltán            |       | SZDSZ               | Varga Gyula                 |
|                               |       |                     |                             |

| FKGP |
| --- |
| |
| Horváth Lajos |
| Kovács Ferenc |
| Kovács Ottó |
| Perenyész Endre |
| id. Katona Viktor |
| \| További jelöltek \| \| ------------------ \| \| Naszádos Ferenc \| \| Tilai Lajos \| \| Szabó Péter \| \| Kovács Ferenc \| \| Hatvani László \| \| Sulyok Imre \| \| Kertai Ferenc \| \| Sobieski Bernadett \| |
| További jelöltek |
| Naszádos Ferenc |
| Tilai Lajos |
| Szabó Péter |
| Kovács Ferenc |
| Hatvani László |
| Sulyok Imre |
| Kertai Ferenc |
| Sobieski Bernadett |

| További jelöltek   |
| ------------------ |
| Naszádos Ferenc    |
| Tilai Lajos        |
| Szabó Péter        |
| Kovács Ferenc      |
| Hatvani László     |
| Sulyok Imre        |
| Kertai Ferenc      |
| Sobieski Bernadett |

| KDNP |
| --- |
| |
| Fülöp Géza |
| Firtl Mátyás |
| Schmátovich Mátyás |
| Szitás József |
| Nagy Vilmos |
| \| További jelöltek \| \| ----------------------- \| \| Szalay Imre \| \| Lengyel György \| \| Horváth László \| \| Mentes Alajos \| \| Szalai Béla \| \| Knull László \| \| dr. Cséfalvay György \| \| Horváth József \| \| Hanaszek Ferencné \| \| Nagyné Andirkó Julianna \| |
| További jelöltek |
| Szalay Imre |
| Lengyel György |
| Horváth László |
| Mentes Alajos |
| Szalai Béla |
| Knull László |
| dr. Cséfalvay György |
| Horváth József |
| Hanaszek Ferencné |
| Nagyné Andirkó Julianna |

| További jelöltek        |
| ----------------------- |
| Szalay Imre             |
| Lengyel György          |
| Horváth László          |
| Mentes Alajos           |
| Szalai Béla             |
| Knull László            |
| dr. Cséfalvay György    |
| Horváth József          |
| Hanaszek Ferencné       |
| Nagyné Andirkó Julianna |

| Mozgáskorlátozottak |
| ------------------- |
|                     |
| dr. Szabó József    |
| Závory Zoltánné     |
| Szabó János         |
| Ponóczky Sándor     |
| Práznek Imre        |

| Reflex           |
| ---------------- |
|                  |
| Kovács Károly    |
| Fluck Tamás      |
| Zöld Péter       |
| dr. Kalas György |
| Szűcs Gábor      |

| Horvátok             |
| -------------------- |
|                      |
| Pilsits Mária        |
| Völgyi Géza          |
| Ronczai Jánosné      |
| Kőrösi Jánosné       |
| ifj. Koloszár István |

| Fidesz                                                                                |
| ------------------------------------------------------------------------------------- |
|                                                                                       |
| Ágota Gábor                                                                           |
| dr. Szakács Imre                                                                      |
| Ivanics Ferenc                                                                        |
| Ludván István                                                                         |
| Andrássy Dénes                                                                        |
| \| További jelöltek \| \| ---------------- \| \| Wajzer Gábor \| \| Plutzer István \| |
| További jelöltek                                                                      |
| Wajzer Gábor                                                                          |
| Plutzer István                                                                        |

| További jelöltek |
| ---------------- |
| Wajzer Gábor     |
| Plutzer István   |

| MSZP |
| --- |
| |
| Ferenczi László |
| Réti Csaba |
| dr. Horváth Ferenc |
| Csiba István |
| dr. Horváth Gizella |
| \| További jelöltek \| \| ----------------- \| \| Aller Imre \| \| Cseh Gyula \| \| Csizmadia Ferenc \| \| Tamás Lőrinczné \| \| Foki Tibor \| \| Horváth László \| \| Pozsgai Balázs \| \| Varga Gizella \| \| Barcs Antal \| \| Drobnitsch Tamás \| \| Horváth Tivadar \| \| Mészáros Mihály \| \| Matyi Istvánné \| \| Tóth Zoltán \| \| Derzsi István \| \| dr. Borbély Lajos \| \| Bokor László \| \| Módos János \| \| Both Ernőné \| \| Hegyi István \| \| Deák Ferenc \| \| Nyárs Gyula \| \| Juhász István \| \| Vincze Kálmán \| |
| További jelöltek |
| Aller Imre |
| Cseh Gyula |
| Csizmadia Ferenc |
| Tamás Lőrinczné |
| Foki Tibor |
| Horváth László |
| Pozsgai Balázs |
| Varga Gizella |
| Barcs Antal |
| Drobnitsch Tamás |
| Horváth Tivadar |
| Mészáros Mihály |
| Matyi Istvánné |
| Tóth Zoltán |
| Derzsi István |
| dr. Borbély Lajos |
| Bokor László |
| Módos János |
| Both Ernőné |
| Hegyi István |
| Deák Ferenc |
| Nyárs Gyula |
| Juhász István |
| Vincze Kálmán |

| További jelöltek  |
| ----------------- |
| Aller Imre        |
| Cseh Gyula        |
| Csizmadia Ferenc  |
| Tamás Lőrinczné   |
| Foki Tibor        |
| Horváth László    |
| Pozsgai Balázs    |
| Varga Gizella     |
| Barcs Antal       |
| Drobnitsch Tamás  |
| Horváth Tivadar   |
| Mészáros Mihály   |
| Matyi Istvánné    |
| Tóth Zoltán       |
| Derzsi István     |
| dr. Borbély Lajos |
| Bokor László      |
| Módos János       |
| Both Ernőné       |
| Hegyi István      |
| Deák Ferenc       |
| Nyárs Gyula       |
| Juhász István     |
| Vincze Kálmán     |

| MDF |
| --- |
| |
| Botos Gábor |
| Mecséri Lajos |
| Linter Tibor |
| Nyerges József |
| Kettinger János |
| \| További jelöltek \| \| ---------------------- \| \| Frank Lajos \| \| dr. Szabó Ákos \| \| Horváth Lóránt \| \| Wágner Géza \| \| Soós Lajos \| \| dr. Medgyasszay László \| \| Somogyi György \| \| Horváth Ferenc \| \| Molnár Árpád \| \| dr. Kiss István \| \| Pénzes Ambrus \| \| Kapcsa József \| \| Hajas Dezső \| \| Valiczkó Mihály \| \| Böcskei György \| \| Hegyi Attila \| \| Horváth Béla \| \| Jenőffy Gábor \| \| Keszei István \| \| Koháry Ferenc \| \| dr. Laki György \| \| Magyari Zoltán \| \| Lappints Pál \| \| Gránát Károly \| \| Bácsi Anett \| |
| További jelöltek |
| Frank Lajos |
| dr. Szabó Ákos |
| Horváth Lóránt |
| Wágner Géza |
| Soós Lajos |
| dr. Medgyasszay László |
| Somogyi György |
| Horváth Ferenc |
| Molnár Árpád |
| dr. Kiss István |
| Pénzes Ambrus |
| Kapcsa József |
| Hajas Dezső |
| Valiczkó Mihály |
| Böcskei György |
| Hegyi Attila |
| Horváth Béla |
| Jenőffy Gábor |
| Keszei István |
| Koháry Ferenc |
| dr. Laki György |
| Magyari Zoltán |
| Lappints Pál |
| Gránát Károly |
| Bácsi Anett |

| További jelöltek       |
| ---------------------- |
| Frank Lajos            |
| dr. Szabó Ákos         |
| Horváth Lóránt         |
| Wágner Géza            |
| Soós Lajos             |
| dr. Medgyasszay László |
| Somogyi György         |
| Horváth Ferenc         |
| Molnár Árpád           |
| dr. Kiss István        |
| Pénzes Ambrus          |
| Kapcsa József          |
| Hajas Dezső            |
| Valiczkó Mihály        |
| Böcskei György         |
| Hegyi Attila           |
| Horváth Béla           |
| Jenőffy Gábor          |
| Keszei István          |
| Koháry Ferenc          |
| dr. Laki György        |
| Magyari Zoltán         |
| Lappints Pál           |
| Gránát Károly          |
| Bácsi Anett            |

| Nyugdíjas Szöv. |
| --- |
| |
| Jankovits György |
| Gombás László |
| Nagy Ferenc |
| Törzsök Gyula |
| Skutovics János |
| \| További jelöltek \| \| ---------------------- \| \| Dömény László \| \| id. Ivánfalvi Ferencné \| \| Karácsony Géza \| |
| További jelöltek |
| Dömény László |
| id. Ivánfalvi Ferencné |
| Karácsony Géza |

| További jelöltek       |
| ---------------------- |
| Dömény László          |
| id. Ivánfalvi Ferencné |
| Karácsony Géza         |

| SZDSZ |
| --- |
| |
| dr. Kertész Zoltán |
| Szentkuti Károly |
| dr. Mohos Antal |
| Nagy Jenő |
| dr. Brandhuber Ferencné |
| \| További jelöltek \| \| ----------------------------------- \| \| dr. Bugovics Elemér \| \| Krankovits Ferenc \| \| Németh Endre \| \| Kóbor Lajos \| \| dr. Mayer Béla \| \| Siska Béla \| \| Kulcs Béla \| \| Prájczer Péter \| \| Nagy Imréné \| \| dr. Tombáczné dr. Bertalan Veronika \| \| Koltai János \| \| Czeglédi Lajos \| \| Horváth István \| \| dr. Brandhuber Ferenc \| \| Csereklyei László Gábor \| \| Gavajda Tibor \| \| Major János Péter \| \| Kárpáti Zsolt \| \| Renge János \| \| Kovács Gyula \| \| Csonka Imre \| \| Németh Szilvia \| \| Major Jenő \| \| Brandhuber András \| |
| További jelöltek |
| dr. Bugovics Elemér |
| Krankovits Ferenc |
| Németh Endre |
| Kóbor Lajos |
| dr. Mayer Béla |
| Siska Béla |
| Kulcs Béla |
| Prájczer Péter |
| Nagy Imréné |
| dr. Tombáczné dr. Bertalan Veronika |
| Koltai János |
| Czeglédi Lajos |
| Horváth István |
| dr. Brandhuber Ferenc |
| Csereklyei László Gábor |
| Gavajda Tibor |
| Major János Péter |
| Kárpáti Zsolt |
| Renge János |
| Kovács Gyula |
| Csonka Imre |
| Németh Szilvia |
| Major Jenő |
| Brandhuber András |

| További jelöltek                    |
| ----------------------------------- |
| dr. Bugovics Elemér                 |
| Krankovits Ferenc                   |
| Németh Endre                        |
| Kóbor Lajos                         |
| dr. Mayer Béla                      |
| Siska Béla                          |
| Kulcs Béla                          |
| Prájczer Péter                      |
| Nagy Imréné                         |
| dr. Tombáczné dr. Bertalan Veronika |
| Koltai János                        |
| Czeglédi Lajos                      |
| Horváth István                      |
| dr. Brandhuber Ferenc               |
| Csereklyei László Gábor             |
| Gavajda Tibor                       |
| Major János Péter                   |
| Kárpáti Zsolt                       |
| Renge János                         |
| Kovács Gyula                        |
| Csonka Imre                         |
| Németh Szilvia                      |
| Major Jenő                          |
| Brandhuber András                   |

| SZDSZ |
| --- |
| |
| Varga Gyula |
| Kovácsné dr. Gaál Katalin |
| Rédecsi Sándor |
| Kaszás Gábor |
| Papp László |
| \| További jelöltek \| \| ------------------ \| \| dr. Báznai Bertold \| \| Sándor István \| \| dr. Poór Ferenc \| \| Kiss-Mihály József \| |
| További jelöltek |
| dr. Báznai Bertold |
| Sándor István |
| dr. Poór Ferenc |
| Kiss-Mihály József |

| További jelöltek   |
| ------------------ |
| dr. Báznai Bertold |
| Sándor István      |
| dr. Poór Ferenc    |
| Kiss-Mihály József |

| Nyugdíjas Szöv. |
| --------------- |
|                 |
| Rédli József    |
| Herceg Sándor   |
| Seres Józsefné  |
|                 |
|                 |

| KDNP-MDF-FKGP |
| --- |
| |
| Vörös László |
| Ábrahám József |
| dr. Bíró Péter |
| Kiss Miklós |
| Háncs Károly |
| \| További jelöltek \| \| ----------------------- \| \| Mészáros István \| \| Boros Gábor \| \| Csorba Dezső \| \| Papp Gyula \| \| dr. Raskó György \| \| dr. Molnár Mária \| \| dr. Németh László \| \| dr. Horváth Antal János \| \| Csorvási Dánielné \| |
| További jelöltek |
| Mészáros István |
| Boros Gábor |
| Csorba Dezső |
| Papp Gyula |
| dr. Raskó György |
| dr. Molnár Mária |
| dr. Németh László |
| dr. Horváth Antal János |
| Csorvási Dánielné |

| További jelöltek        |
| ----------------------- |
| Mészáros István         |
| Boros Gábor             |
| Csorba Dezső            |
| Papp Gyula              |
| dr. Raskó György        |
| dr. Molnár Mária        |
| dr. Németh László       |
| dr. Horváth Antal János |
| Csorvási Dánielné       |

| Mozgáskorlátozottak |
| ------------------- |
|                     |
| Bánóczy Zoltán      |
| dr. Thiesz József   |
| Palkovics Gusztáv   |
| Horváth Árpád       |
| Majoros Róbert      |

| Fidesz                                                        |
| ------------------------------------------------------------- |
|                                                               |
| Rigler Zoltán                                                 |
| Németh Tamás                                                  |
| Kóczán Zoltán                                                 |
| dr. Dávid József                                              |
| dr. Dézsi Csaba András                                        |
| \| További jelöltek \| \| ---------------- \| \| Nagy Imre \| |
| További jelöltek                                              |
| Nagy Imre                                                     |

| További jelöltek |
| ---------------- |
| Nagy Imre        |

| MSZP |
| --- |
| |
| Stipkovits Pál |
| Papp József Lajos |
| dr. Korognai László |
| Pócza Mihály |
| dr. Papp László |
| \| További jelöltek \| \| ---------------- \| \| dr. Tóásó Gyula \| \| Boldis Géza \| \| Csutak István \| \| Dobóczky István \| |
| További jelöltek |
| dr. Tóásó Gyula |
| Boldis Géza |
| Csutak István |
| Dobóczky István |

| További jelöltek |
| ---------------- |
| dr. Tóásó Gyula  |
| Boldis Géza      |
| Csutak István    |
| Dobóczky István  |

## A szavazás menete
A választást 1994. december 11-én bonyolították le. A választópolgárok reggel 6 órától kezdve adhatták le a szavazataikat, egészen a 19 órás urnazárásig.

### Részvétel
| szavazó 53,9% | távolmaradó 46,1% |

| érvényes 94,5% |

| szavazó 53,9% | távolmaradó 46,1% |

| érvényes 94,5% |

Hét szavazópolgárra hat távolmaradó jutott
A 191 ezer szavazásra jogosult polgárból 103 ezer vett részt a választásokon (54%). Közülük öt és félezren szavaztak érvénytelenül (5,5%).
A részvételi hajlandóság jelentősen eltért a két választókerületben. Míg a kistelepüléseken a polgárok több mint 55%-a ment el szavazni, addig a középvárosi kerületben ez az arány nem érte el a 40%-ot. A választói kedv a soproni megyerészen fekvő Ebergőc és Gyalóka községekben volt a legmagasabb (92%-91%), a legalacsonyabb pedig a déli határon fekvő Gyarmaton, valamint Mosonmagyaróváron volt (37%-37%).
Az érvénytelen szavazatok aránya a kistelepülési választókerületben magasabb, míg a középvárosiban alacsonyabb volt (6,1%-2,7%).
| távolmaradó 42,2% | szavazó 57,8% |

|  | érvényes 93,9% |

| távolmaradó 42,2% | szavazó 57,8% |

|  | érvényes 93,9% |

| 39,4% | 60,6% |

| 97,3% |

| 39,4% | 60,6% |

| 97,3% |

| távolmaradó 42,2% | szavazó 57,8% |

|  | érvényes 93,9% |

| távolmaradó 42,2% | szavazó 57,8% |

|  | érvényes 93,9% |

| 39,4% | 60,6% |

| 97,3% |

| 39,4% | 60,6% |

| 97,3% |

| Részvételi adatok településméret szerint | Részvételi adatok településméret szerint | Részvételi adatok településméret szerint | Részvételi adatok településméret szerint | Részvételi adatok településméret szerint | Részvételi adatok településméret szerint | Részvételi adatok településméret szerint   |
| Lakók száma                              | Lakók száma                              | Település                                | Választó- jogosult                       | Szavazó                                  | Részvétel                                | Legnagyobb/legkisebb részvétel             |
| ---------------------------------------- | ---------------------------------------- | ---------------------------------------- | ---------------------------------------- | ---------------------------------------- | ---------------------------------------- | ------------------------------------------ |
|                                          |                                          |                                          |                                          |                                          |                                          |                                            |
| Kistelepülési választókerület            |                                          |                                          |                                          |                                          |                                          |                                            |
|                                          | 1 – 600                                  | 58                                       | 16 248                                   | 11 226                                   | 69,09%                                   | Ebergőc 91,55% Gyarmat 36,65% (Táp 14,61%) |
| 601 – 1 300                              | 54                                       | 38 827                                   | 24 366                                   | 62,76%                                   |                                          | Ebergőc 91,55% Gyarmat 36,65% (Táp 14,61%) |
| 1 301 – 3 000                            | 46                                       | 66 487                                   | 36 867                                   | 55,45%                                   |                                          | Ebergőc 91,55% Gyarmat 36,65% (Táp 14,61%) |
| 3 001 – 5 000                            | 9                                        | 24 295                                   | 12 091                                   | 49,77%                                   | Fertőszentmiklós 56,07% Lébény 39,74%    |                                            |
| 5 001 – 10 000                           | 1                                        | 4 566                                    | 2 369                                    | 51,88%                                   | Fertőszentmiklós 56,07% Lébény 39,74%    |                                            |
|                                          |                                          | 168                                      | 150 423                                  | 86 919                                   | 57,78%                                   |                                            |
|                                          |                                          |                                          |                                          |                                          |                                          |                                            |
| Középvárosi választókerület              |                                          |                                          |                                          |                                          |                                          |                                            |
|                                          | 10 001 – 25 000                          | 2                                        | 17 000                                   | 7 317                                    | 43,04%                                   | Kapuvár 44,20% Mosonmagyaróvár 36,87%      |
| 25 000 fölött                            | 1                                        | 23 713                                   | 8 743                                    | 36,87%                                   |                                          | Kapuvár 44,20% Mosonmagyaróvár 36,87%      |
|                                          |                                          | 3                                        | 40 713                                   | 16 060                                   | 39,45%                                   |                                            |
|                                          |                                          |                                          |                                          |                                          |                                          |                                            |
| Összesen                                 | Összesen                                 | 171                                      | 191 136                                  | 102 979                                  | 53,88%                                   |                                            |

## Eredmények
| Lista         | Lista               | Érvényes szavazat | Érvényes szavazat | Küszöb | Küszöb | Képviselő | Képviselő |
| Lista         | Lista               | Érvényes szavazat | Érvényes szavazat | kt     | kv     | Képviselő | Képviselő |
| ------------- | ------------------- | ----------------- | ----------------- | ------ | ------ | --------- | --------- |
|               |                     |                   |                   |        |        |           |           |
|               | FKGP                | 37 255            | 38,30%            | ✓      |        | 16        | 39,0%     |
| KDNP          | ✓                   | 37 255            | 38,30%            |        |        | 16        | 39,0%     |
| MDF           | ✓                   | 37 255            | 38,30%            |        |        | 16        | 39,0%     |
| KDNP-MDF-FKGP |                     | 37 255            | 38,30%            | ✓      |        | 16        | 39,0%     |
|               |                     |                   |                   |        |        |           |           |
|               | MSZP                | 23 670            | 24,33%            | ✓      | ✓      | 10        | 24,4%     |
|               | SZDSZ               | 14 047            | 14,44%            | ✓      | ✓      | 7         | 17,1%     |
|               | Fidesz              | 8 628             | 8,87%             | ✓      | ✓      | 4         | 9,8%      |
|               | Nyugdíjas Szöv.     | 7 377             | 7,58%             | ✓      | ⚠      | 3         | 7,3%      |
|               | Mozgáskorlátozottak | 4 179             | 4,30%             | ✓      | ✗      | 1         | 2,4%      |
|               | Reflex              | 1 095             | 1,13%             | ✗      |        | 0         |           |
|               | Horváthok           | 1 029             | 1,06%             | ✗      |        | 0         |           |
| Összesen      | Összesen            | 97 280            |                   |        |        | 41        |           |

A választási verseny igen kiélezett volt a jobboldali és a baloldali tábor között. Mindkét oldal a szavazatok bő 38%-át szerezte meg, és a képviselői helyek tekintetében is szorosan alakult a verseny. A jobboldali koalció (FKGP, KDNP, MDF) pártjai tizenhat és a szocialista-szabaddemokrata tábor tizenhét megyeházi székhez jutott a mandátumok elosztása során. Bejutott még, közel 9%-os eredménnyel a Fidesz, ami négy képviselői helyet biztosította a párt számára. Az országos pártok mellett a megyei nyugdíjas szervezet kapott még három, illetve a mozgáskorlátozottak egyesülete egy képviselői megbízatást.
Nem jutott be a megyeházára a Reflex környezetvédelmi szervezet és a horvátok nemzetiségi egyesülete.
A 41 fős közgyűlésben 21 képviselő jelentette a többséget. Az eredmények ismeretében tárgyalások kezdődtek a két országos politikai tömb és a megyei társadalmi szervezetek között. – Mivel a Fidesz csatlakozott a jobboldali táborhoz, így számukra egy, a baloldal számára négy további képviselő meggyőzésére lett volna szükség a közgyűlési többség biztosításához.

### Választókerületenként
| Lista    | Lista               | Érvényes szavazat | Érvényes szavazat | Küszöb | Képviselő | Képviselő |
| -------- | ------------------- | ----------------- | ----------------- | ------ | --------- | --------- |
|          | MSZP                | 18 580            | 22,75%            | ✓      | 7         | 21,9%     |
|          | FKGP                | 16 570            | 20,29%            | ✓      | 7         | 21,9%     |
|          | SZDSZ               | 11 370            | 13,92%            | ✓      | 5         | 15,6%     |
|          | KDNP                | 8 308             | 10,17%            | ✓      | 3         | 9,4%      |
|          | MDF                 | 7 446             | 9,12%             | ✓      | 3         | 9,4%      |
|          | Fidesz              | 7 105             | 8,70%             | ✓      | 3         | 9,4%      |
|          | Nyugdíjas Szöv.     | 6 434             | 7,88%             | ✓      | 3         | 9,4%      |
|          | Mozgáskorlátozottak | 3 723             | 4,56%             | ✓      | 1         | 3,1%      |
|          | Reflex              | 1 095             | 1,34%             | ✗      | 0         |           |
|          | Horvátok            | 1 029             | 1,26%             | ✗      | 0         |           |
| Összesen | Összesen            | 81 660            |                   | 8/10   | 32        |           |

| Lista    | Lista               | Érvényes szavazat | Érvényes szavazat | Küszöb | Képviselő | Képviselő |
| -------- | ------------------- | ----------------- | ----------------- | ------ | --------- | --------- |
|          | MSZP                | 5 090             | 32,59%            | ✓      | 3         | 33,3%     |
|          | KDNP-MDF-FKGP       | 4 931             | 31,57%            | ✓      | 3         | 33,3%     |
|          | SZDSZ               | 2 677             | 17,14%            | ✓      | 2         | 22,2%     |
|          | Fidesz              | 1 523             | 9,75%             | ✓      | 1         | 11,1%     |
|          | Nyugdíjas Szöv.     | 943               | 6,04%             | ⚠      | 0         |           |
|          | Mozgáskorlátozottak | 456               | 2,92%             | ✗      | 0         |           |
| Összesen | Összesen            | 15 620            |                   | 4/6    | 9         |           |

| Lista               | Választókerület | Eltérés  | Eltérés |
| Lista               | Választókerület | Szavazat | %p      |
| ------------------- | --------------- | -------- | ------- |
| Mozgáskorlátozottak | kistelepülési   | 456      | +0,56   |

## Az új közgyűlés
| \| 16 \| 10 \| 7 \| 4 \| 3 \| 1 \| |                     |            |            |   |   |
| Szervezetek                        | Szervezetek         | Képviselők | Képviselők |   |   |
|                                    | FKGP, KDNP, MDF     | 16         | 39,0%      |   |   |
|                                    | MSZP                | 10         | 24,4%      |   |   |
|                                    | SZDSZ               | 7          | 17,1%      |   |   |
|                                    | Fidesz              | 4          | 9,8%       |   |   |
|                                    | Nyugdíjasok         | 3          | 7,3%       |   |   |
|                                    | Mozgáskorlátozottak | 1          | 2,4%       |   |   |
| Összesen                           | Összesen            | 41         |            |   |   |
| 16                                 | 10                  | 7          | 4          | 3 | 1 |

| Elnök         | Elnök | Elnök  |
| ------------- | ----- | ------ |
| Botos Gábor   |       |        |
|               |       |        |
| MDF           |       |        |
|               |       |        |
| Alelnökök     |       |        |
| Horváth Lajos |       | FKGP   |
| Szakács Imre  |       | Fidesz |
|               |       |        |

Az alakuló ülésre december 21-én került sor a győri megyeházán.
A megelőző napon a jobboldali "középerők" jelentették be az együttműködési szándékukat. Az FKGP, a KDNP, az MDF, a Fidesz és a mozgáskorlatozottak egyesülete összesen 21 képviselői hellyel bírt a közgyűlésben. Közös jelöltjükként az MDF-es Botos Gábort, az 1991 óta hivatalban lévő elnököt jelölték a közgyűlés élére.
A december 21-ei ülésen ennek megfelelően is zajlottak le a dolgok: az elnöki posztra Botos Gábort választották meg, 22 szavazattal. Alelnökké Horváth Lajost (FKGP, 34 szavazattal) és Szakács Imrét (Fidesz, 23 szavazattal) szavazták meg.

### A megválasztott képviselők
| FKGP              |
| ----------------- |
|                   |
| kistelepülések    |
| Horváth Lajos     |
| Kovács Ferenc     |
| Kovács Ottó       |
| Perenyész Endre   |
| id. Katona Viktor |
| Naszádos Ferenc   |
| Tilai Lajos       |

| KDNP               |
| ------------------ |
|                    |
| kistelepülések     |
| Fülöp Géza         |
| Firtl Mátyás       |
| Schmátovich Mátyás |

| MDF            |
| -------------- |
|                |
| kistelepülések |
| Botos Gábor    |
| Mecséri Lajos  |
| Linter Tibor   |

| KDNP-MDF-FKGP  |
| -------------- |
|                |
| középvárosok   |
| Vörös László   |
| Ábrahám József |
| dr. Bíró Péter |

| MSZP                |
| ------------------- |
|                     |
| kistelepülések      |
| Ferenczi László     |
| Réti Csaba          |
| dr. Horváth Ferenc  |
| Csiba István        |
| dr. Horváth Gizella |
| Aller Imre          |
| Cseh Gyula          |
| középvárosok        |
| Stipkovits Pál      |
| Papp József Lajos   |
| dr. Korognai László |

| SZDSZ                     |
| ------------------------- |
|                           |
| kistelepülések            |
| dr. Kertész Zoltán        |
| Szentkuti Károly          |
| dr. Mohos Antal           |
| Nagy Jenő                 |
| dr. Brandhuber Ferencné   |
| középvárosok              |
| Varga Gyula               |
| Kovácsné dr. Gaál Katalin |

| Fidesz           |
| ---------------- |
|                  |
| kistelepülések   |
| Ágota Gábor      |
| dr. Szakács Imre |
| Ivanics Ferenc   |
| középvárosok     |
| Rigler Zoltán    |

| Nyugdíjasok      |
| ---------------- |
|                  |
| kistelepülések   |
| Jankovits György |
| Gombás László    |
| Nagy Ferenc      |

| Mozgáskorlátozottak |
| ------------------- |
|                     |
| kistelepülések      |
| dr. Szabó József    |

### MTI hírek
- http://archiv1988-2005.mti.hu

A Magyar Távirati Iroda archívuma elérhető a világhálón, abban az 1988 óta megjelent hírek szabadon kereshetők. Ugyanakkor a honlap olyan technológiával készült, hogy az egyes hírekre nem lehet közvetlen hivatkozást (linket) megadni. Így a kereséshez szükséges alapadatok megadásával újra ki kell keresni az adott hírt (cím kulcsszavai, dátum).
1. 1 2 3  Táp községben a helyi polgármester- és képviselő-választás elmaradt. A polgármesteri címre egyetlen jelentkező sem akadt, a képviselő-jelöltek száma pedig nem érte el a képviselő-testület létszámát. „Nem lesz választás Tápon”, Magyar Távirati Iroda, 1994. november 29. (Hozzáférés: 2018. szeptember 22.)  (Mivel ennek következtében a települési jegyzőkönyvi adatok sem állnak rendelkezésre, így választójogosultak és a szavazók száma csak közvetetten számítható ki a települések tételes összesítése, illetve a közgyűlési jegyzőkönyvek különbözetéből.)
2. ↑  „Nincs elnöke a Győr megyei Közgyűlésnek”, Magyar Távirati Iroda, 1991. január 4. (Hozzáférés: 2018. szeptember 19.)
3. ↑  „Nincs elnöke a Győr megyei közgyűlésnek”, Magyar Távirati Iroda, 1991. január 17. (Hozzáférés: 2018. szeptember 19.)
4. ↑  „Elnököt választott a Győr-Moson+Sopron Megyei Közgyűlés”, Magyar Távirati Iroda, 1991. január 24. (Hozzáférés: 2018. szeptember 19.)
5. ↑  „Összefogtak Győr-Moson-Sopron megyében a polgári középerők”, Magyar Távirati Iroda, 1994. december 20. (Hozzáférés: 2018. szeptember 21.)
6. ↑  „Megalakult a megyei közgyűlés Győrött”, Magyar Távirati Iroda, 1994. december 21. (Hozzáférés: 2018. szeptember 21.)